# Flachkopfwels
Der Flachkopfwels (Pylodictis olivaris) auch Flachköpfiger Katzenwels (englisch Flathead Catfish) genannt, ist einer der größten nordamerikanischen Katzenwelse. Die Gattung Pylodictis ist monotypisch, das heißt, sie umfasst nur eine Art.

## Merkmale
Der Flachkopfwels kann eine Länge von mehr als 1,5 m und ein Gewicht von 55,8 kg erreichen. Ein Flachkopfwels von dieser Größe wurde am 19. Mai 1998 im Elk City Reservoir in Kansas gefangen.
Auf dem Rücken und an den Seiten ist der Flachkopfwels grau bis braun gefärbt und schwarzbraun gesprenkelt, so dass er von oben her gesehen den Steinen in seinem Habitat ähnelt. Die Unterseite des Kopfes und der Bauch sind hell, weiß bis gelblich. Die Barteln auf dem Oberkiefer und die Nasalbarteln sind dunkel gefärbt, die Kinnbarteln hell. Bei älteren Fischen können die vier Kinnbarteln dunkler sein, sie sind aber niemals schwarz. Die Fettflosse ist dunkel oder gesprenkelt und bei jungen Fischen mit einem hellen Rand versehen. Die Brust- und Bauchflossen und die Rückenflosse sind in der unteren Hälfte dicht mit Melanophoren besetzt, das obere Drittel ist unpigmentiert. Die Afterflosse ist dunkel und von einem schwarzen Band begrenzt. Bei jungen Fischen trägt der obere Lobus der sonst dunklen Schwanzflosse an seiner Spitze einen hellen Fleck, der bei geschlechtsreifen Tieren nach und nach verschwindet.
Die Flachkopfwelse können bis zu 20 Jahre alt werden. Die Männchen sind ab einer Länge von rund 38 Zentimetern geschlechtsreif, das entspricht einem Alter zwischen drei und fünf Jahren. Die Weibchen erreichen die Geschlechtsreife meist mit 46 Zentimetern Länge, im Alter von vier bis sechs Jahren.

## Verbreitung
Das Verbreitungsgebiet reicht von den südlichen Großen Seen bis zu Gewässern im Norden Mexikos.
Ihr natürlicher Lebensraum umfasst einen großen Teil des mittleren nordamerikanischen Kontinents westlich der Appalachen. Dazu gehören die Flusssysteme des Mississippi, des Missouri und des Ohio zwischen den US-Bundesstaaten North Dakota im Norden, Arizona im Westen und bis zum Golf von Mexiko und in den Nordosten Mexikos im Süden.
Wegen ihrer Größe wurden sie in vielen Gewässern im Rahmen der Fischereiwirtschaft, aber auch illegal eingesetzt. Der große Raubfisch schädigt jedoch die Bestände autochthonerer Fischarten enorm, so dass er in einigen Flusssystemen wieder entfernt werden musste.

## Lebensweise
Der Flachkopfwels lebt räuberisch und ernährt sich von kleineren Fischen, Würmern und Krebsen, die er in der Nähe des Bodens der Gewässer findet. Auf diese Lebensweise deutet auch sein wissenschaftlicher Name Pylodictis hin, den man aus dem Altgriechischen mit „Schlammfisch“ übersetzen könnte.
Die Laichzeit ist vom späten Frühjahr bis zum Frühsommer, in den Monaten Juni und Juli.